# Jacob Maponyane
Jacob Maponyane es un escultor sudafricano.
Desde 1976 trabaja con  Kobus Hattingh. Juntos son autores de una estatua en bronce de Nelson Mandela en Johannesburgo. 26°6′27″S 28°3′16″E / -26.10750, 28.05444